# شکست برای شکست
شکست برای شکست (اسپانیایی: Perdido por perdido‎) یک فیلم دلهره‌آور آرژانتینی به کارگردانی آلبرتو لچی است که در سال ۱۹۹۳ منتشر شد. از بازیگران فیلم می‌توان به انریکو پینتی، آنا ماریا پیکیو و ریکاردو دارین اشاره نمود.